# West Harlem
Le district de West Harlem est un quartier de Manhattan situé à l’ouest de St. Nicholas Avenue et au nord de la 123e Rue. 
Il rassemble plusieurs quartiers : Hamilton Heights, autour de Hamilton Grange, Manhattanville, au nord de Morningside Heights. Les Heights désignent les hauteurs de Harlem étant donné que l’ouest de Harlem est constitué de collines comme celle de Sugar Hill, un quartier où résidait la bourgeoisie dans les années 1920.